# Gran Premio del Úlster de Motociclismo de 1964
El Gran Premio del Úlster de Motociclismo de 1964 fue la novena prueba de la temporada 1964 del Campeonato Mundial de Motociclismo. El Gran Premio se disputó el 8 de agosto de 1964 en Dundrod.

## Resultados 500cc
La carrera estuvo marcada por la ausencia de Mike Hailwood, que se había estrellado en el GP Alemania Oriental. Desde el principio, fue Phil Read (Norton) quien lideró la carrera y cosechó una enorme ventaja sobre Rob Fitton y Jack Ahearn ya en la quinta vuelta. Sin embargo, un desconocido Dick Creith (Norton) le fue comiendo terreno y pasó del sexto lugar al segundo en la octava vuelta. Dos vueltas después, la ventaja de Read se había reducido de 45 a 31 segundos, y Read continuó perdiendo terreno a pesar de que su equipo de boxes lo advirtió frenéticamente del peligro que se avecinaba. Al final de la 13.ª vuelta, su ventaja había bajado a 20 segundos y parecía que Creith podría lograrlo. Pero Read aguantó y pasó la bandera a cuadros con 8 segundos de ventaja.
| Pos.    | Piloto           | Equipo    | Tiempo     | Pts. |
| ------- | ---------------- | --------- | ---------- | ---- |
| 1       | Phil Read        | Norton    | 1h 31:58.4 | 8    |
| 2       | Richard Creith   | Norton    | +7.6       | 6    |
| 3       | Jack Ahearn      | Norton    | +41.2      | 4    |
| 4       | Robin Fitton     | Norton    | +1:32.4    | 3    |
| 5       | Chris Conn       | Norton    | +3:46.4    | 2    |
| 6       | Fred Stevens     | Matchless | +6:22.9    | 1    |
| 7       | Joe Dunphy       | Norton    |            |      |
| 8       | Syd Mizen        | Norton    |            |      |
| 9       | William McCosh   | Matchless |            |      |
| 10      | Dan Shorey       | Norton    |            |      |
| 11      | Griff Jenkins    | Norton    |            |      |
| 12      | Trevor Ritchie   | Norton    |            |      |
| 13      | Jimmy Jones      | Norton    |            |      |
| 14      | Bosse Granath    | Matchless |            |      |
| 15      | Alf Shaw         | Norton    |            |      |
| Ret     | Jack Findlay     | Matchless | Ret        |      |
| Ret     | Thomas Gill      | Matchless | Ret        |      |
| Ret     | Mike Duff        | Matchless | Ret        |      |
| Ret     | Ernst Weiss      | Norton    | Ret        |      |
| Ret     | Gustav Havel     | Jawa      | Ret        |      |
| Ret     | Bill Roberton    | Norton    | Ret        |      |
| Ret     | Derek Woodman    | Matchless | Ret        |      |
| Ret     | George Simpson   | Norton    | Ret        |      |
| Ret     | Ian McGregor     | Norton    | Ret        |      |
| Ret     | James Courtney   | Matchless | Ret        |      |
| Ret     | John Brown       | Norton    | Ret        |      |
| Ret     | John Cooper      | Norton    | Ret        |      |
| Ret     | Nigel Crossett   | Norton    | Ret        |      |
| Ret     | Stephen Murray   | Matchless | Ret        |      |
| Ret     | Patrick Plunkett | Norton    | Ret        |      |
| Ret     | Jack Lindh       | Norton    | Ret        |      |
| Ret     | Ian Burne        | Norton    | Ret        |      |
| Ret     | Raymond Flack    | Norton    | Ret        |      |
| Fuente: |                  |           |            |      |

## Resultados 350cc
El piloto de Honda Jim Redman saltó a la cabeza desde el comienzo de la carrera. Gustav Havel (Jawa) y Mike Duff (A.J.S.) estaban en el segundo y tercer lugar, mientras que Bruce Beale (Honda de 305 cc) seguía cuarto. A medida que avanzaba la carrera, Redman extendió su ventaja y en la línea de meta estaba más de 2 minutos y medio por delante del segundo clasificado Duff.
| Pos. | Piloto        | Equipo | Tiempo       | Pts. |
| ---- | ------------- | ------ | ------------ | ---- |
| 1    | Jim Redman    | Honda  | 1h 20' 37.6" | 8    |
| 2    | Mike Duff     | AJS    |              | 6    |
| 3    | Gustav Havel  | Jawa   |              | 4    |
| 4    | Bruce Beale   | Honda  |              | 3    |
| 5    | Chris Conn    | Norton |              | 2    |
| 6    | Fred Stevens  | AJS    |              | 1    |
| 7    | Robin Fitton  | Norton |              |      |
| Ret  | Alan Shepherd | MZ     | Ret          |      |

## Resultados 250cc
La carrera de 250cc se disputó en medio de una lluvia torrencial. Phil Read salió retrasado pero se puso en cabeza inmediatamente. Jim Redman y Ralph Bryans (Hondas) lo persiguieron pero no le causaron mucha impresión. Redman tuvo una caída desafortunada cuando golpeó contra una corriente de agua que fluía a través del camino. Alan Shepherd (MZ) y Tommy Robb (Yamaha) subieron al tercer y cuarto lugar por un tiempo. Robb se tuvo que retirar por problemas con el encendido y Bryans volvió a subir al cuarto lugar. Justo antes del final, logró pasar a Shepherd y reclamó el tercer lugar, con Redman en el segundo lugar exactamente 1 minuto detrás de Read.
| Pos. | Piloto         | Equipo | Tiempo       | Pts. |
| ---- | -------------- | ------ | ------------ | ---- |
| 1    | Phil Read      | Yamaha | 1h 12' 30.4" | 8    |
| 2    | Jim Redman     | Honda  | + 1'0".0     | 6    |
| 3    | Tommy Robb     | Honda  | +1'46".4     | 4    |
| 4    | Alan Shepherd  | MZ     | +2'02".6     | 3    |
| 5    | Bruce Beale    | Honda  | +3'01".8     | 2    |
| 6    | Bert Schneider | Suzuki | +4'10".2     | 1    |
| Ret  | Luigi Taveri   | Yamaha | Ret          |      |
| Ret  | Tommy Robb     | Honda  | Ret          |      |

## Resultados 125cc
La carrera de 125cc comenzó en pleno sol y la competencia entre Suzuki y Honda continuó. En las primeras vueltas, Frank Perris y Bertie Schneider (Suzukis) lideraron a las Hondas de Luigi Taveri y Ralph Bryans. Hugh Anderson (Suzuki) no tuvo suerte y primero una horquilla suelta y después problemas mecánicos dificultaron la marcha pero eso no le impidió hacerse con la victoria. El neozelandés entró con 44 segundos de ventaja sobre Taveri y Bryans.
| Pos. | Piloto           | Equipo  | Tiempo    | Pts. |
| ---- | ---------------- | ------- | --------- | ---- |
| 1    | Hugh Anderson    | Suzuki  | 53' 28".4 | 8    |
| 2    | Luigi Taveri     | Honda   | + 44".0   | 6    |
| 3    | Ralph Bryans     | Honda   | + 49".2   | 4    |
| 4    | Frank Perris     | Suzuki  | + 1'22".8 | 3    |
| 5    | Bert Schneider   | Suzuki  | + 1'23".0 | 2    |
| 6    | Ramón Torras     | Bultaco | + 5'17".6 | 1    |
| 7    | Bruce Beale      | Honda   |           |      |
| 8    | Stanislav Malina | ČZ      |           |      |
| 9    | Ulf Svensson     | Honda   |           |      |
| Ret  | Jim Redman       | Honda   | Ret       |      |